# Breathless
Breathless är en brittisk TV-serie från 2013. Serien är producerad av ITV och har Zoe Boyle, Jack Davenport, Catherine Steadman och Oliver Chris i några av de bärande rollerna. Regissörer är Philippa Langdale, Marek Losey och Paul Unwin. Manus har skrivits av Paul Unwin och Peter Grimsdale.
Breathless hade svensk premiär på SVT den 22 februari 2014.
Serien, som är i sex delar, utspelar sig i London i början av 1960-talet. Där får man följa några läkare och sjuksköterskor på en gynekologisk avdelning på ett sjukhus. På ytan är allt prydligt, korrekt och tillrättalagt men under ytan döljer sig mängder av hemligheter, lögner och förbjudna passioner. 

## Rollista (i urval)
- Zoe Boyle – Jean Truscott
- Shaun Dingwall – Charlie Enderbury
- Jack Davenport – Otto Powell
- Oliver Chris – Richard Truscott
- Catherine Steadman – Angela Wilson
- Natasha Little – Elizabeth Powell
- Joanna Page – Lily Enderbury
- Melanie Kilburn – Mrs. Johnstone
- Dystin Johnson – syster Neville
- Iain Glen – poliskommissarie Ronald Mulligan